# Seven Wise Dwarves
Seven Wise Dwarves è un film del 1941. È un cortometraggio animato di propaganda per la seconda guerra mondiale, prodotto dalla Walt Disney Productions, uscito negli Stati Uniti l'12 dicembre 1941 e distribuito dalla United Artists.